# 蘭克山
47°24′34″N 9°48′22″E / 47.40944°N 9.80611°E

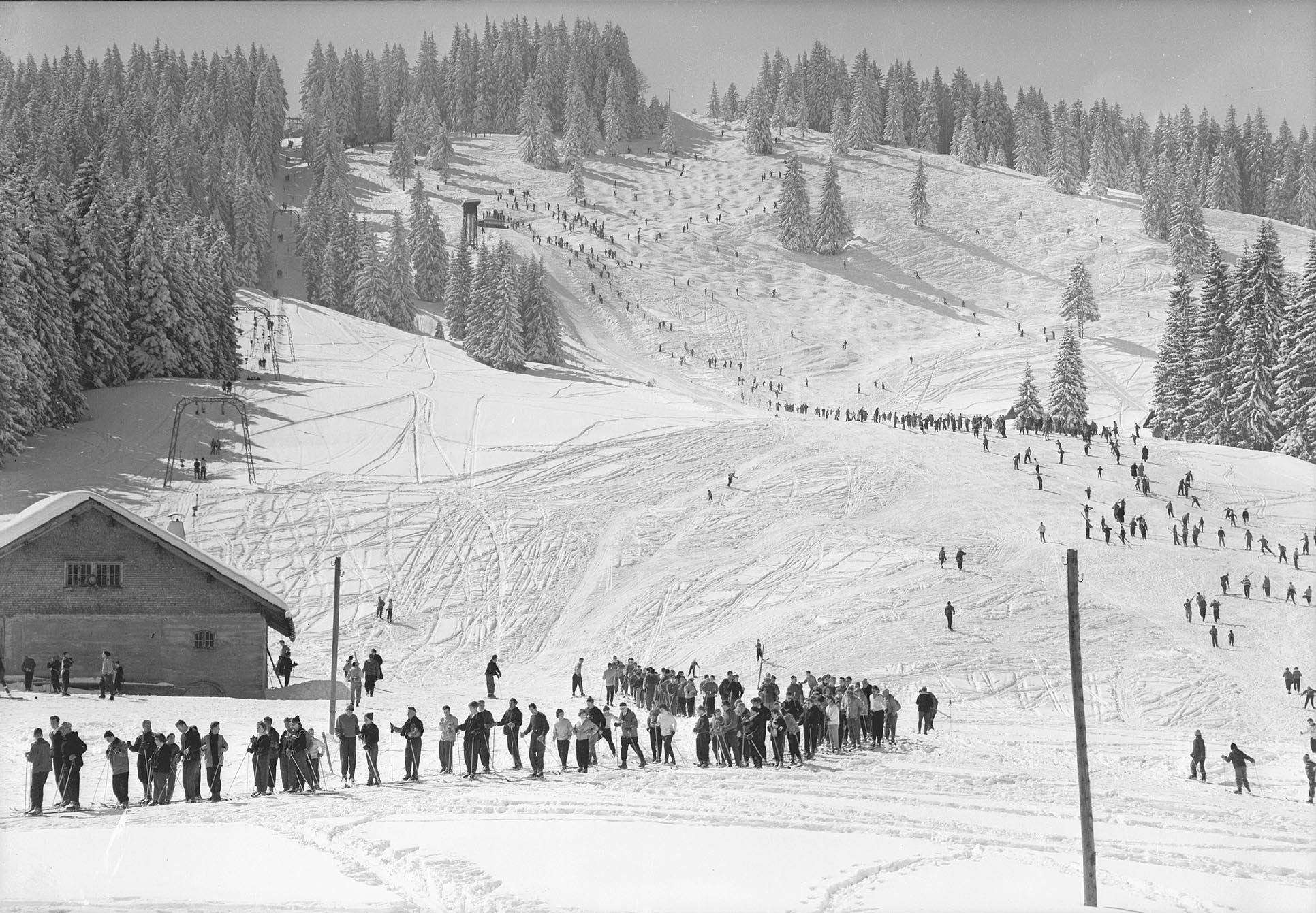

蘭克山（德語：Lank），是奧地利的山峰，位於該國西部，由福拉爾貝格州負責管轄，屬於布雷根茨森林山脈的一部分，處於多恩比恩和施瓦爾岑貝格接壤的邊界，海拔高度1,370米。